# Renascer do Borel
A GRES Renascer do Borel de Santa Cruz dos Navegantes, também conhecida como Renascer do Boréu é uma escola de samba do Guarujá.
Sucessora do GRES Unidos de Santa Cruz dos Navegantes.

## Segmentos

### Presidentes
| Nome               | Mandato        | Ref.  |
| ------------------ | -------------- | ----- |
| Constantino Júnior | ? - atualidade | [ 3 ] |

### Diretores
| Ano  | Diretor de Carnaval | Diretor geral de harmonia | Mestre de bateria | Ref.  |
| ---- | ------------------- | ------------------------- | ----------------- | ----- |
| 2015 | Constantino Júnior  |                           | Xeleco João       | [ 3 ] |
| 2016 |                     |                           |                   |       |

### Coreógrafo
| Ano  | Nome   | Ref.  |
| ---- | ------ | ----- |
| 2015 | Marlon | [ 3 ] |
| 2016 |        |       |

### Casal de Mestre-sala e Porta-bandeira
| Ano  | Nome          | Ref.  |
| ---- | ------------- | ----- |
| 2015 | Luiz e Lilian | [ 3 ] |
| 2016 |               |       |

### Rainhas de bateria
| Período | Rainha  | Ref.  |
| ------- | ------- | ----- |
| 2015    | Rafaela | [ 3 ] |
| 2016    |         |       |

## Carnavais
| Ano  | Colocação   | Grupo    | Enredo                                                | Carnavalesco   | Intérprete | Ref         |
| ---- | ----------- | -------- | ----------------------------------------------------- | -------------- | ---------- | ----------- |
| 2007 | Campeã      | Acesso   | As 4 Estações                                         |                |            |             |
| 2008 | Vice-Campeã | Especial | Manguezais e suas riquezas naturais                   |                |            |             |
| 2009 | 3º lugar    | Especial | Cultura Nordestina                                    |                |            |             |
| 2010 | 3º lugar    | Especial | Libertas quae sera tamen (liberdade ainda que tardia) | Hélcio Eduardo |            |             |
| 2011 | Vice-campeã | Especial | Amazônia, pulmão da humanidade                        | Hélcio Eduardo |            |             |
| 2012 | Campeã      | Especial | "No palco da folia...O circo é só alegria"            | Hélcio Eduardo |            |             |
| 2015 | 5º lugar    | Especial |                                                       |                |            | [ 4 ] [ 3 ] |